# サヴィニー広場駅
ザヴィニー広場駅(Bahnhof Savignyplatz)はベルリンのシャルロッテンブルク＝ヴィルマースドルフ区にある鉄道駅。Sバーンの5号線、7号線、75号線の駅である。

## 歴史
1896年、既にあったシャルロッテンブルク駅とベルリン動物園駅の間に、ザヴィニー広場周辺の宅地開発を目的として駅が造られた。線路北側の防火壁は1986年に行われたギャラリー・プロジェクトの場となり、ヨーゼフ・ボイスなどの多くの芸術家による環境破壊を題材とした作品が見られる。